# Agatrix
Agatrix là một chi ốc biển, là động vật thân mềm chân bụng sống ở biển trong họ Cancellariidae.

## Các loài
Các loài trong chi Agatrix gồm có:
- Agatrix agassizii (Dall, 1889a)[2]
- Agatrix epomis (Woodring, 1928)[3]
- Agatrix strongi (Shasky, 1961)[4]